# Temporada 1960-1961 del Liceu
De les catorze òperes que formaven l'eclèctic repertori de la temporada 1960-1961, eren noves La cabeza del dragón, del mestre Ricard Lamote de Grignon, que va deixar una grata impressió per la sàvia i característica orquestració, i Il vortice, de Renzo Rossellini, obra que tot i l'exquisida tasca de la protagonista, només va despertar un interès molt relatiu, a causa, més que res, al desgrat del tema escènic. Pel que fa a El ratpenat, barrejades les seves representacions amb les del Parsifal wagnerià, forçosament havia de desentonar, encara que no deixés de despertar, més que un viu interès, una aclaparada curiositat.
Dels intèrprets, les figures femenines s'endugueren la palma, especialment la soprano Joan Sutherland, que a I Puritani va donar proves d'unes facultats realment d'excepció, i fou admirada i aclamada pel públic. Després de l'última representació, el 6 de gener, Joan Sutherland va rebre la medalla d'or del Gran Teatre del Liceu i va cantar el rondó final de La sonnambula de Bellini acompanyada de l'orquestra.
Va ser l'any del debut de Mirna Lacambra al Liceu en un petit paper com a segon nen a La flauta màgica.
| Temporada 1960-1961 del Liceu |                          |                          |                        | |                               |                                  |
| Òpera                         | Compositor               | Director musical         | Director d'escena      | Papers principals | Producció                     | Dates                            |
| Il barbiere di Siviglia       | Gioacchino Rossini       | Mario Parenti            | Domenico Messina       | Gianna D'Angelo, Alfredo Kraus, Renato Capecchi, Ivo Vinco, Virgilio Carbonari, Rosa Barbany, Dídac Monjo |                               | 15 de novembre                   |
| La favorita                   | Gaetano Donizetti        | Mario Parenti            | Domenico Messina       | Fedora Barbieri, Gianni Jaia, Manuel Ausensi, Ivo Vinco, Francesc Lázaro, Lolita Torrentó |                               | 19, 22, 27 novembre / 1 desembre |
| La cabeza del dragón          | Ricard Lamote de Grignon | Ricard Lamote de Grignon |                        | Bernabé Martí, Lina Richarte, Maria Fàbregas, Guillermo Arroniz, José Manuel Bento, Pau Vidal, Juan Rico, Joan Lloveras, Dídac Monjo, Bartomeu Bardagí, Maria Teresa Casabella, Eduardo Soto, Josefina Navarro, Josep Maria Descarga, Rafael Corominas                             |                               | 26 de novembre                   |
| Rigoletto                     | Giuseppe Verdi           | Manno Wolf-Ferrari       | Domenico Messina       | Dino Dondi, Gianni Raimondi, Tina Garfi, Giovanni Foiani, Montserrat Aparici, Josefina Navarro, Juan Rico, José Bento, Dídac Monjo, Eduardo Soto, Carme Rigay, Maria Teresa Casabella                                                                                              |                               | 29 de novembre                   |
| Falstaff                      | Giuseppe Verdi           |                          |                        | Renato Capecchi, Aurelio Opicelli, Ugo Benelli, Paride Venturi, Florindo Andreoli, Giovanni Foiani, Elena Todeschi, Cecilia Fusco, Rena Garazioti, Laura Zanini | Teatro de Villa Olmo, de Como | 7 de desembre                    |
| Aida                          | Giuseppe Verdi           | Manno Wolf-Ferrari       | Augusto Cardi          | Gloria Davy, Biserka Cvejić, Piero Miranda-Ferraro, Manuel Ausensi |                               | 10 de desembre                   |
| Madama Butterfly              | Giacomo Puccini          | Antonio Narducci         | Augusto Cardi          | Rosetta Noli, Aldo Bertocci/Joan Baptista Daviu (25), Josep Simorra, Lucy Cabrera, Carmen Rigay, Dídac Monjo, Guillermo Arróniz, Joan Rico |                               | 17, 23, 25 desembre              |
| Carmen                        | Georges Bizet            | Manno Wolf-Ferrari       | Augusto Cardi          | Gloria Lane, Pier Miranda-Ferraro, Josep Simorra, Carme Bustamante/Margarita Bilbao |                               | 23 de desembre                   |
| I Puritani                    | Vincenzo Bellini         | Luciano Rosada           | Augusto Cardi          | Joan Sutherland, Gianni Iaia, Manuel Ausensi, Lorenzo Gaetani, Dídac Monjo, Guillermo Arróniz, María Victoria Muñoz |                               | 30 desembre; 3, 6 gener          |
| Il vortice                    | Renzo Rossellini         | Bruno Rigacci            | Antonello Madau        | Giacinto Prandelli, Clara Petrella, Pia Tassinari, Vito Tatone | Teatro San Carlos de Nàpols   | 1 de gener                       |
| Tannhäuser                    | Richard Wagner           | Georges Sebastian        | Ernst August Schneider | Michael Szekely, Karl Terkal, Josep Simorra, Fausto Granero, Miguel Aguerri, María Pilar Lorente, Gladys Spector, Wolfgang Windgassen, Anna Ricci, Hans Braun |                               | 8 de gener                       |
| La flauta màgica              | Wolfgang Amadeus Mozart  | Windfried Zillig         | Erust August Schneider | Michael Szekely, Wolfram Zimmermann, Melitta Muszely, Karl Terkal, Mimi Coertse, Francesca Callao, Mirna Lacambra, Maria Teresa Batlle, Bartomeu Bardagí, Maya Mayska, Anna Ricci, Maria Teresa Casabella, Celia Esain, Dídac Monjo, Guillermo Arroniz, Miguel Aguerri, Hans Braun |                               | 13 de gener                      |
| Siegfried                     | Richard Wagner           | Windfried Zillig         | Elisabeth Woerh        | Wolfgang Windgassen, Herold Kraus, Gustav Neidlinger, Josep Simorra, Guillermo Arroniz, Dagmar Hartl, Siw Ericsdotter, Maisa Marvel |                               | 24 de gener                      |
| Parsifal                      | Richard Wagner           | Georges Sebastian        |                        | Hans Braun, Wolfram Zimmermann, Dessö Ernster, Ernst Gruber, Marianne Schech, Giorgio Vidali, Miguel Aguerri, Mirna Lacambra, Celia Esain, Dídac Monjo, Joan Lloveras, Francesca Callao, Carme Lluch, Maya Mayska, Pilar Torres                                                    |                               | 27 de gener                      |
| El ratpenat                   | Johann Strauss           |                          |                        | Per Grunden, Mimí Coertse, Laszlo Szemere, Sonja Mottl-Preger, Karl Telkar, Ina Dressel, Alexander Pichler, Hans Braun, Franz Joham, Maya Mayska |                               | 2 de febrer                      |